# Vachtang VI av Kartli
Vachtang VI (georgiska: ვახტანგ VI), född 1675, död 1737, var en georgisk kung från 1716 till 1724.